# Campoletis thomsoni
Campoletis thomsoni är en stekelart som först beskrevs av Per Abraham Roman 1915.  Campoletis thomsoni ingår i släktet Campoletis och familjen brokparasitsteklar. Arten är reproducerande i Sverige. Inga underarter finns listade.